# 高次軒
高次軒（1950年6月1日—2008年4月2日），生於台灣台北市，籍貫湖南益陽，企業家，為友訊科技創辦人。

## 生平
高次軒的父親是一名職業軍人，服務於聯勤。生於台北市眷村，高次軒在家中排行第三，有一兄一姐，其弟高鶴軒。
中學就讀建國中學。大學就讀國立交通大學電子物理系。大學畢業後進入電子業工作，短暫服務於飛利浦建元電子廠，從事晶圓封測；隨後回到台北，進入華航電腦中心，任維護工程師。之後進入榮電公司任職，公司將他派至美國休斯公司受訓，回國後負責組裝防空雷達偵測電腦設備，並維護。
1986年4月，高次軒與六名同事林榮春、李中旺、張傳財、楊震威、國乃強、權福生離開榮電公司，自行創業，創立友訊科技，以D-Link為品牌名稱。1993年，友訊股票上市。高次軒在此時發現罹患舌癌，經治療後病情獲控制。
2003年，進行集團重組，將代工業務切出，成立明泰科技。
2008年4月2日，高次軒因病逝世，享年58歲。由李中旺接任友訊科技董事長。2011年，其弟高鶴軒接任友訊集團董事長。

## 家庭
其妻胡雪。兩人生有二子。
在高次軒過世後，胡雪於2012年向檢方指控其弟、妹，以借名登記方式而侵占友訊等多檔股票及1,100萬元，並稱其弟曾持刀恐嚇。其弟弟與妹妹否認其指控，稱股票是高次軒在友訊上市時就贈與。2013年，檢察官在調查後，以罪證不足，決定不起訴。